# Tomáš Savka
Tomáš Savka (* 5. září 1983, Karlovy Vary) je český sólový a muzikálový zpěvák a herec.

## Životopis
Narodil se v Karlových Varech a do patnácti let žil v Horním Slavkově, kde také chodil do základní školy. Po té složil úspěšně přijímací zkoušky na gymnázium v Sokolově. Už v té době ho hodně zajímala muzika. Naučil se hrát na housle, kytaru a klavír. Jeden rok studia absolvoval na výměnném pobytu na hudební škole v německém Ambergu, kde studoval jazyk a začal se věnovat i sólovému zpěvu. Gymnázium v Česku dostudoval až po jeho účasti v soutěži Česko hledá Superstar. V roce 2011 úspěšně vystudoval obor muzikál na Konzervatoři Jaroslava Ježka.

## Kariéra
Na podzim roku 2003 se přihlásil do první řady pěvecké soutěže Česko hledá SuperStar, kde se postupně castingovými koly probojoval až do divácké vyřazovací části. V semifinále postoupil z druhého do desetičlenného finále, kde se umístil na celkovém čtvrtém místě.
Úspěch v televizní soutěži mu zajistil zájem hudebních vydavatelů, a tak v listopadu 2004 se společností EMI music uvedl na trh své debutové album Já si tě stejně najdu. Po týdnu prodeje nosičů získal zlatou a po necelém měsíci i platinovou desku.
V témže roce také započal svojí muzikálovou kariéru, když úspěšně prošel konkurzem do českého nastudování muzikálu Miss Saigon v pražské Goja Music Hall a 8. prosince odehrál premiéru v hlavní roli vojáka Chrise. Při oslavách Silvestra 2004 se dostal do konfliktu s neznámými výtržníky a odnesl to mimo jiné i zraněním na pravé tváři. Jizva, která mu zde po incidentu zůstala, mu ale paradoxně, i s ohledem na jeho divadelní roli, pomohla k vytvoření nové image.
Na jaře roku 2005 přišla další muzikálová nabídka. Tentokrát na ztvárnění studenta Maria v již rozběhlém představení Bídníci . V roli se uchytil a zůstal až do úplné derniéry v závěru roku 2007. Jeho hereckého nadání si všiml režisér Petr Novotný a obsadil ho také do role Ježíše v činoherním představení Stabat Mater, které se od dubna hrálo v Ladeburských zahradách Pražského hradu.
Mimo to se ale dále věnoval sólové dráze. V dubnu 2005 ho oslovil dirigent a hudebník Felix Slováček a nabídl mu spolupráci na turné svého Big Bandu. Společně tak se swingovým orchestrem objeli během dubna a května osm měst České republiky. 25. června 2005 se pak konal první sólový koncert Tomáše Savky v amfiteátru pod hradem Loket s vlastní kapelou a hosty.
Na podzim stejného roku se dostal k další herecké odnoži, a to k té televizní. Zahrál si totiž sám sebe v několika epizodách nekonečného seriálu Ulice na obrazovkách TV Nova.
V říjnu vyšlo opět u společnosti EMI jeho druhé album Neslibuju modrý z nebe. Tentokrát se na rozdíl od první spíše popové desky neslo více ve swingovém duchu. Hned na to vystupoval na různých turné. Nejprve na charitativních koncertech Lidi lidem a poté doprovázel po celé republice Helenu Vondráčkovou při jejích koncertech Vánoce s Helenou.
Na jaře 2006 poprvé oblékl fotbalový dres sportovního klubu celebrit Amfora, a stal se tak jedním z nejmladších členů. V létě se pak zúčastnil reality show Bar, kde si téměř na dva měsíce vyzkoušel profesi barmana.
Na podzim přišly nové nabídky na role v muzikálech. Nejprve postava politruka v americkém muzikálu Producenti ve zrekonstruovaném Hudebním divadle Karlín. Později v listopadu se také poprvé objevil v dalším nově otevřeném divadle Hybernia, kde se jako první uváděl muzikál Karla Svobody Golem. Tady se Tomáš Savka zhostil role Samuela, jednoho z židovských učňů. Další premiéru si zahrál v březnu příštího roku jako básník Špína v Angelice na prknech pražského Divadla Broadway.
Zatímco působil rovnou v několika divadlech, pokračoval v sólové kariéře na koncertech různě po republice. Za píseň Nebuď hloupá získal Zlatou českou dvanáctku, protože v předchozím roce tato skladba patřila mezi nejdéle udrživší se skladby v hitparádě Českého rozhlasu.
Na jaře 2008 přišla pro změnu opět z Hybernie, kde se obnovoval muzikál Tři mušketýři, nabídka na roli hraběte Rocheforta, tedy první záporná role v jeho kariéře. Během toho také jezdil po republice s pořadem Jiřího Krampola Dobrý večer, Mr. Swing. 15. června moderoval a zpíval za doprovodu Big Bandu Felixe Slováčka v pražském Lucerna Music Baru na velkém swingovém koncertu, který spolu s Markem Libertem a Jiřím Pokorným zorganizovali ku příležitosti oslavy 70. narozenin Jiřího Krampola. Jednalo se už o třetí podobnou akci (předtím 2005 nedožitých 90 let Franka Sinatry a 2006 pocta k narozeninám Karla Hály).
Na začátku roku 2009 měl obnovenou premiéru muzikál Dracula v divadle Hybernie a Tomáš Savka získal i zde své místo, roli Stevena. Hned na to v březnu tentokrát pražská Broadway představila prvotinu z pera Bohouše Josefa Mona Lisa a i zde dostal Savka příležitost vyniknout, jako malíř Raffael Santi.
V únoru 2010 přišla po delší době opět jedna z hlavních rolí, Frank v muzikálu Baron Prášil, dílo autorů Zdeňka Bartáka a Petra Markova. V srpnu stejného roku dostal příležitost účastnit se projektu Mirjam Landy, hrát tři týdny spolu s českými a skotskými kolegy v představeních Bílý Dalmatin (Koník) a Touha na divadelním festivalu Fringe v Edinburghu. I další léto bylo především pracovní, když zkoušel další roli v muzikálu.
Tentokrát to byla postava hlavní, role Tomáše v muzikálu Osmý světadíl, což je představení složené z největších hitů skupiny Elán. 8. září Tomáš Savka dokonce odehrál i slavnostní premiéru tohoto díla v Divadle Kalich. Poté přišla další nabídka na jednu z hlavních rolí v obnovené premiéře muzikálu Lucrezia Borgia a od jara 2012 tu vystupuje jako Juan Borgia.
I léto 2012 se neslo v duchu zkoušek na nové představení v Divadle Kalich a to na muzikál Pomáda, který v tomto roce slaví už 40. narozeniny. Savka zde získal part Kenickieho, jednoho z nejlepších přátel hlavní postavy Dannyho, 6. září odehrál premiéru. V listopadu uskutečnil velký sólový koncert v Divadle Hybernia za doprovodu kapely Jiřího Škorpíka a za účasti dvou hostů Markéty Procházkové a Radky Fišarové.
Také rok 2013 začal s novou rolí a to postavou Honzy Dvořáka v muzikálu Nezemřela jsem... ze života Evy Olmerové. Také vyhrál konkurz na roli Knieža ve slovenském nastudování světového muzikálu Rómeo a Júlia. Na konci roku naskočil do dětského představení Sněhurka a sedm závodníků v roli Brumly a zúčastnil se muzikálu Popelka na ledě a v roli Čaroděje vyjel na zahraniční vystoupení do Kyjeva.
V témže roce oslavil třicetiny sólovým miniturné po Pardubicích a Brnu, kde zpíval swingové melodie za doprovodu jazzového tria smyčcového kvarteta.
Je držitelem Cen Thálie, v roce 2014 za roli Che v muzikálu Evita a v roce 2023 za roli Maxe Bialystocka v ostravské inscenaci muzikálu Producenti.

### Muzikálové role
(řazeno chronologicky dle portálu i-divadlo.cz)
- Miss Saigon – Chris (2004, GoJa Music Hall, režie Petr Novotný)
- Bídníci – Márius (od r. 2005, GoJa Music Hall, režie Petr Novotný)
- Producenti – Politruk (od r. 2006, Hudební divadlo Karlín, režie Petr Novotný)
- Golem – Samuel (2006, Divadlo Hybernia, režie Filip Renč)
- Angelika – básník Špína (2007, Divadlo Broadway, režie Jozef Bednárik)
- Tři mušketýři – Rochefort (2008, Divadlo Broadway, obn. prem., režie Libor Vaculík)
- Dracula – Steven (2009-2011, Divadlo Hybernia, režie Jozef Bednárik)
- Mona Lisa – Raffael Santi (2009, Divadlo Broadway, režie Libor Vaculík)
- Baron Prášil – Frank (2010, Divadlo Hybernia, režie Filip Renč)
- Osmý světadíl –⁠ Tomáš (2011-2019, Divadlo Kalich, režie Ján Ďurovčík)
- Quasimodo –⁠ Phoebus (2011-2014, Divadlo Hybernia, režie Martin Kukučka)
- Robin Hood –⁠ Robin z Loxley (2010, Divadlo Kalich, režie Ján Ďurovčík)
- Lucrezia Borgia –⁠ Juan Borgia (2011-2012, Divadlo Hybernia, režie Libor Vaculík)
- Pomáda –⁠ Kenickie (2012, Divadlo Kalich, režie Ján Ďurovčík)
- Romeo a Julie –⁠ Kníže (od režie 2012, Nová scéna Bratislava, režie Ján Ďurovčík)
- Popelka na ledě –⁠ Čaroděj, šašek, vypravěč (2015, režie Jindřich Šimek)
- Nezemřela jsem... ze života Evy Olmerové –⁠ Honza Dvořák (2013-2014, NaDřeň, režie Zuzana Dovalová, Yvona Balašová)
- Sněhurka a sedm závodníků –⁠ Brumla (2013-2015, Divadlo Hybernia, režie Libor Vaculík)
- Evita –⁠ Che (2014-2018, Národní divadlo moravskoslezské, režie Petr Gazdík)[3]
- Touha –⁠ Radim Šec (2014, Divadlo Kalich, obn. prem., režie Mirjam Landa)
- Sunset Boulevard –⁠ Joe Gillis (2015-2017, Národní divadlo moravskoslezské, režie Gabriela Haukvicová-Petráková)
- Atlantida –⁠ Milan (2015-2018, Divadlo Kalich, režie Ján Ďurovčík)
- Romeo a Julie –⁠ Vévoda Veronský (2015, Divadlo Hybernia, režie Libor Vaculík)
- Ples v opeře – Emil Wolf (2015-2018, Národní divadlo moravskoslezské, režie Janka Ryšánek Schmiedtová)
- Jesus Christ Superstar –⁠ Pilát Pontský (2016, Národní divadlo moravskoslezské, režie Jiří Nekvasil)
- Kačenko, pusu (Kiss Me, Kate) –⁠ Fred Graham (2016-2019, Národní divadlo moravskoslezské, režie Lumír Olšovský)
- Rebecca –⁠ Jack Favell (2017, Národní divadlo moravskoslezské, režie Gabriela Haukvicová-Petráková)
- Romeo a Julie, poselství lásky –⁠ Tybalt (2017-2020, Národní divadlo moravskoslezské, režie Šimon Caban)
- Josef a jeho úžasný pestrobarevný plášť – faraon (2018-2021, Divadlo J. K. Tyla Plzeň, režie Gabriela Haukvicová-Petráková)
- Kočky –⁠ Vašnosta Brum (2018, Národní divadlo moravskoslezské, režie Gabriela Haukvicová-Petráková)
- Pět let zpět (The Last Five Years) –⁠ Jamie Wellerstein (2019, Národní divadlo moravskoslezské, Janka Ryšánek Schmiedtová)
- West Side Story –⁠ Tony (2020, Národní divadlo moravskoslezské, režie Jiří Nekvasil)
- Květiny pro paní Harrisovou –⁠ Albert Harris/Markýz de Chassagne (2020, Národní divadlo moravskoslezské, režie Gabriela Haukvicová-Petráková)
- Harpagon je lakomec –⁠ Valér (2021, Národní divadlo moravskoslezské, režie Vojtěch Štěpánek)
- Ludmila!!! Rodinný dýchánek –⁠ svatý Václav (2021, Via Concordia, režie Juraj Čiernik)

### Činoherní role
- Stabat Mater – Ježíš (2005, režie Petr Novotný)
- Na úrovni (2010, OnStage!, režie Roman Štolpa, Martin Novotný)
- Jak se vám líbí – Amiens (2014-2017, Letní shakespearovské slavnosti, režie Michal Lang)
- Hamlet – Hamlet (2016-2018, Letní shakespearovské slavnosti, režie Janka Ryšánek Schmiedtová)

### Diskografie
Já si tě stejně najdu
1. Hej baby jdem! (Daniel Barták / Martin Sláma)
2. Prašnou cestou (Florian Prengel / Martin Sláma)
3. Kde jsi ty? (John Gordon / Martin Sláma)
4. Motel Na konci světa (Daniel Barták / Martin Sláma)
5. Řekni mi co chceš (Daniel Barták / Lucie Paulová)
6. Hvězdy pro tebe (Daniel Barták / Martin Sláma)
7. Já si tě stejně najdu (Petr Gardner / Petr Gardner)
8. Křídla (Daniel Barták / Lucie Paulová)
9. Všechny karty (Mirek Vydlák / Martin Sláma)
10. We Are The Champions (Freddie Mercury / Freddie Mercury)
11. Fuck it (Eamon Doyle / Kirk Robinson / Mark Passy,[4][5] č.t. Martin Sláma)
12. Nebeskej bar (Vlado Čulík / Martin Sláma)
13. bonusová píseň

Neslibuju modrý z nebe
1. Žít (Daniel Barták / Daniel Barták)
2. Bára (Daniel Barták / Marek Libert)
3. Nebuď hloupá (Daniel Barták / Marek Libert)
4. Modrý z nebe (Miroslav Vydlák / Marek Libert)
5. Svítá (Zdeněk Barták / Richard Bergman)
6. Tebe já znám (Daniel Barták / Marek Libert)
7. Don’t Ask Me How (Daniel Barták / Daniel Barták)
8. Mě to nebaví (Zdeněk Barták / Marek Libert)
9. S.T.O.M. (Daniel Barták / Daniel Barták)
10. Jen chtít (Jamie Catto, Rollo, Sister Bliss / český text Marek Libert)
11. Nebuď hloupá – piano version (Daniel Barták / Marek Libert)

#### Kompilace
- 2005 CZ Superhity 2005/1 - EMI, CD - 14. Motel na konci světa - Tomáš Savka[6]
- 2005 CZ Superhity 2005/2 - EMI, CD - 06. Nebuď hloupá - Tomáš Savka[7]
- 2005 CZ 12 Česká dvanáctka -, CD - 17. Kde jsi ty? - Tomáš Savka[8]
- 2007 Angelika -, CD - 12. Ať slova jen dál zní - Tomáš Savka